# Halictus atripes
Halictus atripes là một loài Hymenoptera trong họ Halictidae. Loài này được Morawitz mô tả khoa học năm 1893.